# Lockstädt (Putlitz)
Lockstädt ist ein Ortsteil der Stadt Putlitz im Landkreis Prignitz in Brandenburg. Der Ort liegt südlich der Kernstadt Putlitz an der Landesstraße L 102. Durch den Ort fließt die Stepenitz, ein rechter Nebenfluss der Elbe.

## Geschichte

### Eingemeindungen
Am 31. Dezember 2001 wurde Lockstädt in die Stadt Putlitz eingemeindet.

## Sehenswürdigkeiten
In der Liste der Baudenkmale in Putlitz sind für Lockstädt sieben Baudenkmale aufgeführt:
- die Dorfkirche
- drei Wohnhäuser (Dorfstraße 1, Dorfstraße 28 und Kietz 12)
- drei Wegweiser (an der L 102, östlich vor dem Ort; Kietz, an der Ecke Kuhberg; Kietz, gegenüber Kietz 14)